# Fabriciova burza
Fabriciova burza (FB, bursa Fabricii) nebo kloakální burza (bursa cloacalis), představuje u ptáků primární (centrální) lymfatický orgán, který je odpovědný za vývoj B lymfocytů a jimi zprostředkovávanou humorální imunitu. Analogický orgán u savců není znám; u savců se B-lymfocyty diferencují prenatálně i postnatálně v kostní dřeni a ve fetálních játrech. Kloakální burzu jako první popsal Hieronymus Fabricius (1553–1619), profesor anatomie a chirurgie na Padovské univerzitě v Itálii. Považoval ji ale za samičí pohlavní orgán, do kterého je deponováno semeno. Teprve v roce 1955 byla poznána úloha a význam kloakální burzy pro tvorbu humorální imunity.